# Colegiul Național Mihai Eminescu din Oradea
Colegiul Național „Mihai Eminescu” Oradea este un liceu situat în Oradea, județul Bihor, România. Este numit după Mihai Eminescu, poetul național al României, și este unul din cele mai prestigioase licee din județ.

## Istoria colegiului
Școala a fost întemeiată ca instituție la 2 decembrie 1699. Din 1717 instituția a funcționat ca școală iezuită, iar din 1874 ca arhigimnaziu cu limba de predare latină, tutelat de Ordinul Premonstratens.
La acest arhigimnaziu (în germană Obergymnasium) s-a constituit și prima catedră de limba română din Oradea, care a fost ocupată de profesorii: Alexandru Roman, Dionisie Pășcuțiu și Constantin Pavel.
Un alt profesor strălucit al arhigimnaziului din Oradea a fost Károly Irén József, care a stabilit legătura telegrafică (fără fir) între Oradea și Sânmartin, din clădirea școlii. Tot el a adus în Oradea primul aparat Röntgen și a contribuit la elaborarea proiectului privind introducerea tramvaiului în oraș.
În locația acestei școli a funcționat un timp și Academia de Drept care s-a bucurat de prezența unor nume celebre printre profesorii săi: Iosif Vulcan, Emanuil Gojdu, Aurel Lazar ș.a. În perioada interbelică în localul școlii a funcționat Liceul Comercial Român-Maghiar și până în 1924 Facultatea de Drept.
În 1959, prin unificarea Liceului Clasic Mixt Maghiar cu Liceul de Fete Român “Oltea Doamna”, a luat ființă Liceul de Filologie-Istorie, care din 1990 a devenit Liceul Teoretic „Mihai Eminescu”.
Din anul școlar 1999-2000 școala a primit denumirea de Colegiul Național “Mihai Eminescu”, nume ce marchează și mai bine statutul de școală reprezentativă a județului Bihor. De-a lungul anilor școala a fost vizitată de personalități culturale marcante, precum Mircea Zaciu, Augustin Buzura, Eugen Simion, Eugen Uricaru, Ana Blandiana, Nicolae Manolescu. Colegiul a primit și vizita lui Takayuki Ando, ministru al Educației, Știintei și Culturii din Japonia.

## Oferta educativă
Colegiul Național “Mihai Eminescu” este o instituție multiculturală: ea include, prin tradiție, secțiile română, maghiară și germană.
Liceul este orientat către filiera teoretică și cuprinde profilurile filologie, științe sociale, științele naturii si matematică-informatică, la secția română, profilurile filologie, știintele naturii și matematică-informatică la maghiară, și matematică-informatică la secția germană.